# Filip af Schwaben
Filip af Schwaben (1177 – 21. juni 1208) var tysk konge fra 1198 til 1208 som rival til Otto 4..
Filip tilhørte Huset Hohenstaufen og var søn af den tysk-romerske kejser Frederik Barbarossa og hans hustru Beatrix af Burgund. Efter broderens, Henrik 6.'s død i 1197 søgte han i konkurrence med det Welfiske partis kandidat Otto I4., søn af Henrik Løve, at vinde kronen som Tysk-romersk kejser. Filip blev kronet som tysk konge i 1198 men måtte derefter i de følgende år kæmpe hårdt mod stadige oprør fra Ottos side, indtil han blev myrdet i 1208 af Otto af Wittelsbach.
| FilipHuset HohenstaufenFødt: 1177 Død: 21. juni 1208 |                                                                        |                            |
| Titler som regent                                    |                                                                        |                            |
| Foregående: Konrad 2.                                | Hertug af Schwaben 1196–1208                                           | Efterfølgende: Frederik 6. |
| Foregående: Henrik 6.                                | Tysk konge (formelt: Romernes Konge) 1198–1208 med Otto 4. (1198–1208) | Efterfølgende: Otto 4.     |